# 마샤 스트라스먼

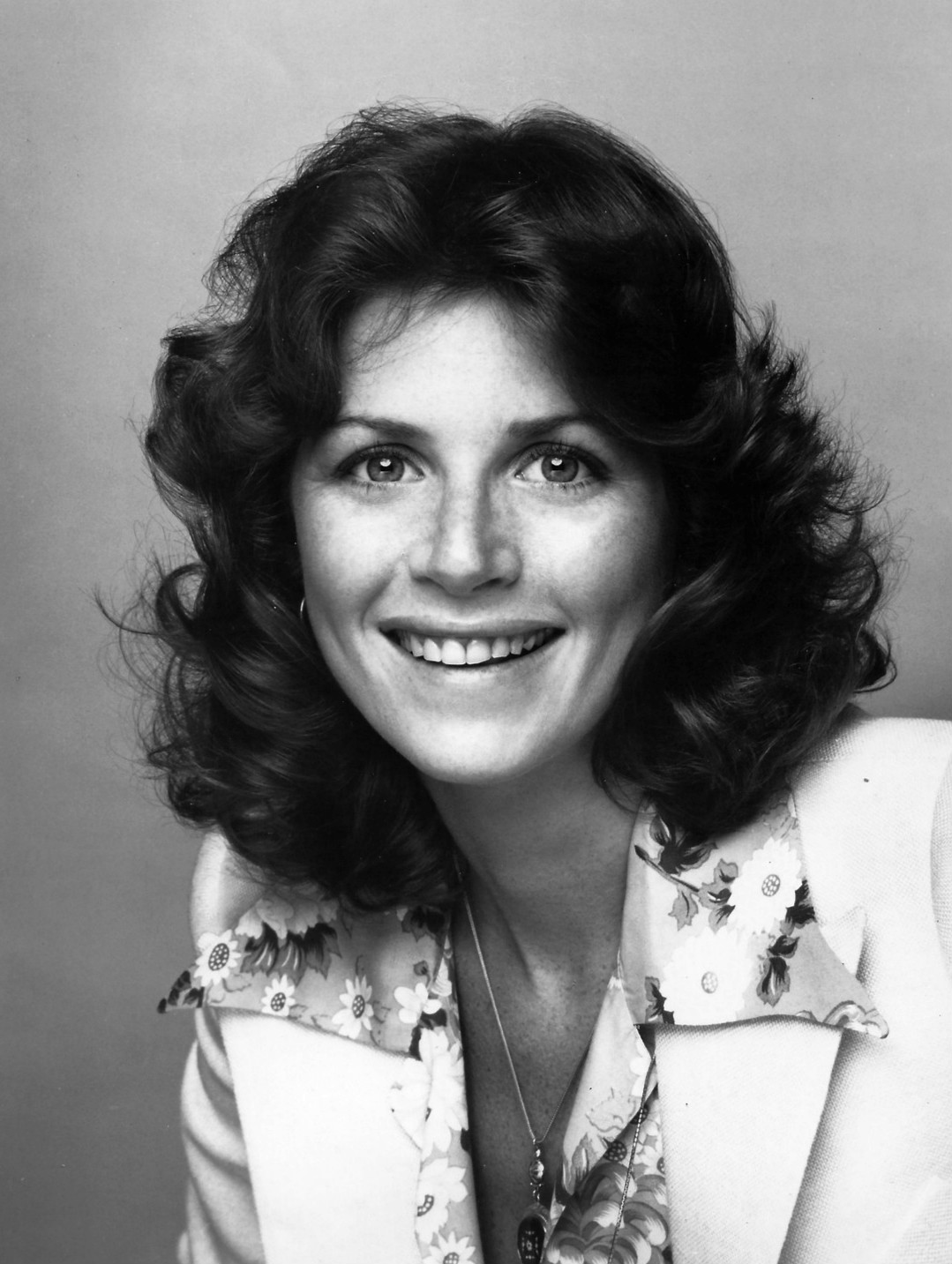

마샤 스트래스먼(Marcia Strassman, 1948년 4월 28일 ~ 2014년 10월 25일)는 미국의 배우, 가수이다.
뉴욕에서 태어났으며 셔먼오크스에서 사망하였다. 사인은 유방암이다.

## 출연 작품

### 영화
- 창공의 도전자 (1985, The Aviator)
- 애들이 줄었어요 (1989)
- 영혼과 기적 (1991)
- 패스트 겟어웨이 (1991, Fast Getaway)
- 아이가 커졌어요 (1992)
- 잠복근무 2 (1993)
- 가족 모임 (1995, Family Reunion: A Relative Nightmare) - 마거릿 역
- 어스 마이너스 제로 (1996, Earth Minus Zero)
- 리커 (2005) - 로즈 역

### 텔레비전
- 매시 (1972-73)